# Lepeophtheirus brachyurus
Lepeophtheirus brachyurus är en kräftdjursart som beskrevs av Carl Bartholomäus Heller 1865. Lepeophtheirus brachyurus ingår i släktet Lepeophtheirus och familjen Caligidae. Inga underarter finns listade i Catalogue of Life.